# Predator (Six Flags Darien Lake)
Predator in Six Flags Darien Lake (Darien Center, New York, USA) ist eine Holzachterbahn des Herstellers Dinn Corporation, die am 25. Mai 1990 eröffnet wurde.
Die 1036,3 m lange Strecke besitzt ein klassisches Out-&-Back-Layout und erreicht eine Höhe von 29 m. Die Höchstgeschwindigkeit beträgt 80,5 km/h.
Ende Sommer 2006 erhielt die Bahn neue Schienen und es wurde ein Teil des Holzes ausgetauscht.

## Züge
Predator besitzt zwei Züge des Herstellers Philadelphia Toboggan Coasters mit jeweils sechs Wagen. In jedem Wagen können vier Personen (zwei Reihen à zwei Personen) Platz nehmen.